# Aielo de Rugat
Aielo de Rugat (em valenciano e oficialmente) ou Ayelo de Rugat (em castelhano) é um município da Espanha na província de Valência, Comunidade Valenciana. Tem 7,66 km² de área e em 2021 tinha 160 habitantes (densidade: 20,9 hab./km²).

## Demografia
| Variação demográfica do município entre 1991 e 2004 | Variação demográfica do município entre 1991 e 2004 | Variação demográfica do município entre 1991 e 2004 | Variação demográfica do município entre 1991 e 2004 |
| --------------------------------------------------- | --------------------------------------------------- | --------------------------------------------------- | --------------------------------------------------- |
| 1991                                                | 1996                                                | 2001                                                | 2004                                                |
| 196                                                 | 197                                                 | 207                                                 |                                                     |